# .am
.am је највиши Интернет домен државних кодова (ccTLD) за Јерменију, бившу републику Совјетског Савеза. Осим за резервисана имена као што су .com.am, .net.am, .org.am и други, било која особа на свету може да региструје .am домен уз наплату.
Због религиозних разлога, јерменски закон забрањује да се имена домена користе за непристојне сајтове.
Домен је популаран (па самим тим и економски вредан) јер је мнемоник за АМ радио и јер је могуће име домена I.am (остали слични НИДдк-ови су .fm, .tv, .cd и .dj). Таква неконвенционална употреба НИД-ова у именима домена се зове хаковање домена.
Регистром за .am управља ISOC-AM, локални огранак Интернет друштва.